# Hieracium decipientiforme
Hieracium decipientiforme es una especie de planta con flor del género Hieracium, de la familia Asteraceae, orden Asterales.

## Distribución
Hieracium decipientiforme se distribuye por Ucrania.

## Taxonomía
Fue descrita científicamente por (Woloszcz. & Zahn) R. N. Shlyakov. Fue publicada en Fl. Evr. Chasti SSSR.